# Milionia
Milionia is een geslacht van vlinders uit de familie van de spanners (Geometridae).

## Soorten
- Milionia aetheria (Turner, 1947)
- Milionia aglaia Rothschild & Jordan, 1905
- Milionia arfaki Bethune-Baker, 1910
- Milionia aroensis Rothschild
- Milionia assimilis Rothschild, 1897
- Milionia basalis Walker, 1854
- Milionia basiviridis Bethune-Baker
- Milionia brevipennis Jordan & Rothschild, 1895
- Milionia burgersi Gaede, 1922
- Milionia caerulea Joicey & Talbot, 1916
- Milionia callima Rothschild & Jordan, 1905
- Milionia callimorpha Oberthür, 1894
- Milionia carycina Prout, 1924
- Milionia celebensis Jordan & Rothschild, 1895
- Milionia chrysolena Bastelberger, 1911
- Milionia clarissima  (Walker 1865)
- Milionia coalescens Semper, 1908
- Milionia coeruleonitens Rothschild, 1915
- Milionia completa Rothschild, 1926
- Milionia conducta Prout, 1931
- Milionia coronifera Semper, 1901
- Milionia curosyne Prout, 1931
- Milionia cyaneifera (Walker, [1865])
- Milionia cyanofascia Inoue, 1992
- Milionia dispar Prout, 1922
- Milionia distorta Rothschild & Jordan
- Milionia diva Rothschild
- Milionia dohertyi Rothschild, 1897
- Milionia drucei Butler, 1883
- Milionia dulitana Rothschild, 1897
- Milionia eichhorni Rothschild & Jordan, 1903
- Milionia elegans (Jordan & Rothschild, 1895)
- Milionia euchromozona Rothschild, 1934
- Milionia euglennia Rothschild & Jordan, 1907
- Milionia euroa Jordan & Rothschild, 1895
- Milionia eutyches Prout, 1924
- Milionia everetti Rothschild, 1896
- Milionia exultans Rothschild, 1926
- Milionia flaviventris Rothschild, 1896
- Milionia flavostriga Bethune-Baker, 1910
- Milionia fulgida Vollenhoven, 1863
- Milionia glauca Stoll, 1782
- Milionia glaucans (Stoll, [1782])
- Milionia glaucula Bastelberger, 1911
- Milionia grandis Druce, 1882
- Milionia hypercallima Bethune-Baker, 1915
- Milionia illustris Joicey & Talbot, 1915
- Milionia indogotica Inoue, 1992
- Milionia integra Herbulot, 1980
- Milionia isodoxa Prout
- Milionia keberai Bethune-Baker, 1910
- Milionia knowlei Joicey & Talbot, 1915
- Milionia lacteisticta Prout, 1924
- Milionia lamprima Rothschild & Jordan, 1907
- Milionia lamprobasis Inoue, 1992
- Milionia lepida Jordan, 1915
- Milionia leucomelas Montrouzier, 1856
- Milionia luculenta Swinhoe, 1889
- Milionia macrospila Jordan, 1903
- Milionia magna Bethune-Baker, 1910
- Milionia mediofasciata Rothschild, 1896
- Milionia meeki Jordan & Rothschild, 1895
- Milionia meforana Rothschild, 1897
- Milionia megadema Rothschild & Jordan, 1907
- Milionia obiensis Rothschild, 1898
- Milionia optabilis Jordan, 1916
- Milionia ovata Rothschild & Jordan, 1909
- Milionia paradisea Jordan, 1903
- Milionia parva Rothschild
- Milionia pendleburyi Prout, 1932
- Milionia pericallis Rothschild & Jordan, 1905
- Milionia philippinensis Rothschild, 1895
- Milionia phoenicina Turner, 1929
- Milionia plesiobapta Prout, 1925
- Milionia polytropa Prout, 1925
- Milionia pulchrinervis Felder, 1874
- Milionia pumilio Rothschild, 1899
- Milionia queenslandica Jordan & Rothschild, 1895
- Milionia rawakensis (Quoy & Gaimard, 1825)
- Milionia rona Rothschild, 1897
- Milionia rubra Joicey & Talbot, 1915
- Milionia rubrifascia Joicey & Talbot, 1915
- Milionia rubristrigata Bethune-Baker
- Milionia semirutila Prout, 1924
- Milionia snelleni Butler, 1883
- Milionia talboti Prout, 1922
- Milionia tricolor Felder, 1874
- Milionia ventralis Rothschild, 1904
- Milionia wandammensis Joicey & Talbot, 1916
- Milionia websteri Rothschild, 1897
- Milionia weiskei Rothschild, 1901
- Milionia witleyensis Joicey & Talbot, 1916
- Milionia xanthica Joicey & Talbot, 1915
- Milionia xanthobathra Prout, 1923